# British Home Championship 1924
British Home Championship 1924 – trzydziesta piąta edycja turnieju piłki nożnej między reprezentacjami z Wielkiej Brytanii. Tytułu broniła Reprezentacja Szkocji, ale straciła go na rzecz Walijczyków. Dla Smoków było to trzecie zwycięstwo w turnieju. Tytuł był tym cenniejszy, że po koronę króla strzelców sięgnął reprezentant tego kraju – Willie Davies.

## Turniej
| 20 października 1923 | Irlandia · Gillespie · Croft | 2 : 1(2 : 1)Raport | Anglia · Bradford 7' | Windsor Park, Belfast Widzów: 25 000 Sędzia: Alexander A. Jackson |
|                      |                              |                    |                      |                                                                   |

| 16 lutego 1924 | Walia · W. Davies · L. Davies | 2 : 0 | Szkocja | Ninian Park, Cardiff |
|                |                               |       |         |                      |

| 1 marca 1924 | Szkocja · Cunningham · Morris | 2 : 0 | Irlandia | Celtic Park, Glasgow |
|              |                               |       |          |                      |

| 3 marca 1924 | Anglia · Roberts 55' | 1 : 2(0 : 2)Raport | Walia · Davies · Vizard | Ewood Park, Blackburn Widzów: 30 000 Sędzia: George Watson |
|              |                      |                    |                         |                                                            |

| 15 marca 1924 | Irlandia | 0 : 1 | Walia · Rusell k' | Windsor Park, Belfast |
|               |          |       |                   |                       |

| 12 kwietnia 1924 | Anglia · Walker 60' | 1 : 1(0 : 1)Raport | Szkocja · Taylor 40' (sam) | Wembley, Londyn Widzów: 37 250 Sędzia: Thomas Dougray |
|                  |                     |                    |                            |                                                       |

## Tabela
| Msc. | Zespół   | M | W | R | P | Br+ | Br- | Pkt |
| ---- | -------- | - | - | - | - | --- | --- | --- |
| 1    | Walia    | 3 | 3 | 0 | 0 | 5   | 1   | 6   |
| 2    | Szkocja  | 3 | 1 | 1 | 1 | 3   | 3   | 3   |
| 3    | Irlandia | 3 | 1 | 0 | 2 | 2   | 4   | 2   |
| 4    | Anglia   | 3 | 0 | 1 | 2 | 3   | 5   | 1   |

## Strzelcy
2 gole
- Willie Davies

1 gol
- Billy Gillespie
- Tucker Croft
- Joe Bradford
- Len Davies
- Andy Cunningham
- David Morris
- Tommy Roberts
- Ted Vizard
- Moses Rusell
- Billy Walker

### Gole samobójcze
- Ted Taylor dla